# Geneviève de Gaulle-Anthonioz
Geneviève Germaine Marie Agnès de Gaulle-Anthonioz (Saint-Jean-de-Valériscle, Gard, 25 de octubre de 1920-París, 14 de febrero de 2002), fue una mujer miembro de la Resistencia francesa, deportada en 1944 al Campo de concentración de Ravensbrück, y más tarde activista por los derechos humanos y contra la pobreza. Desde 1964 hasta 1998, fue presidenta de ATD Cuarto Mundo, una ONG internacional fundada por Joseph Wresinski. Fue la primera mujer en recibir la Gran cruz de la Legión de Honor. Ingresó al Panteón de París.  

## Biografía
Geneviève de Gaulle nació en Saint-Jean-de-Valériscle el 25 de octubre de 1920. Fue la hija de Germaine Gourdon y Xavier de Gaulle, el hermano mayor del general Charles de Gaulle. Su padre ingeniero en minas encontró trabajo en la zona de administración francesa de Sarre donde se mudó la familia. Su madre fallece de septicemia durante un embarazo cuando Geneviève tenía cinco años. Continuó viviendo en Sarre hasta los quince años, aprendió el alemán, lengua en la cual fue bilingūe. 
Cuando la región de Sarre se convierte en territorio alemán luego de un plebiscito, los franceses deben abandonar el país. La familia se instala en Rennes donde termina la escuela. En 1939 se inscribió en la carrera de historia en la Universidad de Rennes, ya que deseaba ingresar a la École nationale des Chartes.
En 1940 era estudiante de historia cuando entró en la Resistencia francesa bajo el nombre de Germaine Lecomte. Sus primeras actividades fueron destruir afiches alemanes, construir cruces de Lorena, imprimir y distribuir panfletos contra los nazis y el régimen de Vichy.
Decidió continuar sus estudios de historia en la Sorbona, en París, e ingresa en el Grupo del Museo del Hombre y luego la red de Defensa de Francia, donde llegó a escribir artículos en el periódico clandestino del grupo sobre su tío con el seudónimo de Gallia.
Fue arrestada por la Gestapo francesa el 20 de julio de 1943, a pesar de revelar su verdadera identidad, fue encarcelada seis meses en Fresnes, y llevada al campo de Royallieu, para luego ser deportada al campo de concentración de Ravensbrück durante trece meses. Allí conoció y entabló amistad con otras resistentes Jacqueline Péry d'Alincourt, Suzanne Hiltermann, Anise Postel-Vinay y Germaine Tillion. En octubre la aislaron en un bunker para que permanezca con vida y utilizarla para negociar con el presidente de Gaulle. Su salida se produjo el 25 de abril de 1945 con la liberación del campo realizada por el ejército rojo.
Durante su recuperación en Suiza contrajo matrimonio con el editor de arte y también resistente Bernard Anthonioz. Tuvieron cuatro hijos.
Geneviève de Gaulle-Anthonioz se convirtió en miembro y luego en presidenta de la Association nationale des anciennes déportées et internées de la Résistance (ADIR). Siguió los juicios a los criminales nazis y hasta fue testigo del juicio contra Klaus Barbie.
En 1958 ocupó el cargo de secretaria de Estado para el desarrollo de la investigación científica del ministro de Cultura André Malraux. Fue cuando conoció al sacerdote Joseph Wresinski, fundador del Movimiento por los derechos humanos ATD Cuarto Mundo, decidió comprometerse contra la pobreza. Se desempeñó como la presidenta de la rama francesa del Movimiento de 1964 a 1998.
En 1988 fue designada en el Consejo Económico y Social, en el cual trabajó durante diez años por la adopción de una ley contra la exclusión y la mayor pobreza, que recién fue votada en 1998.
Falleció a los ochenta y un años el 14 de febrero de 2002, y fue enterrada en el cementerio de Bossey en Alta Saboya.

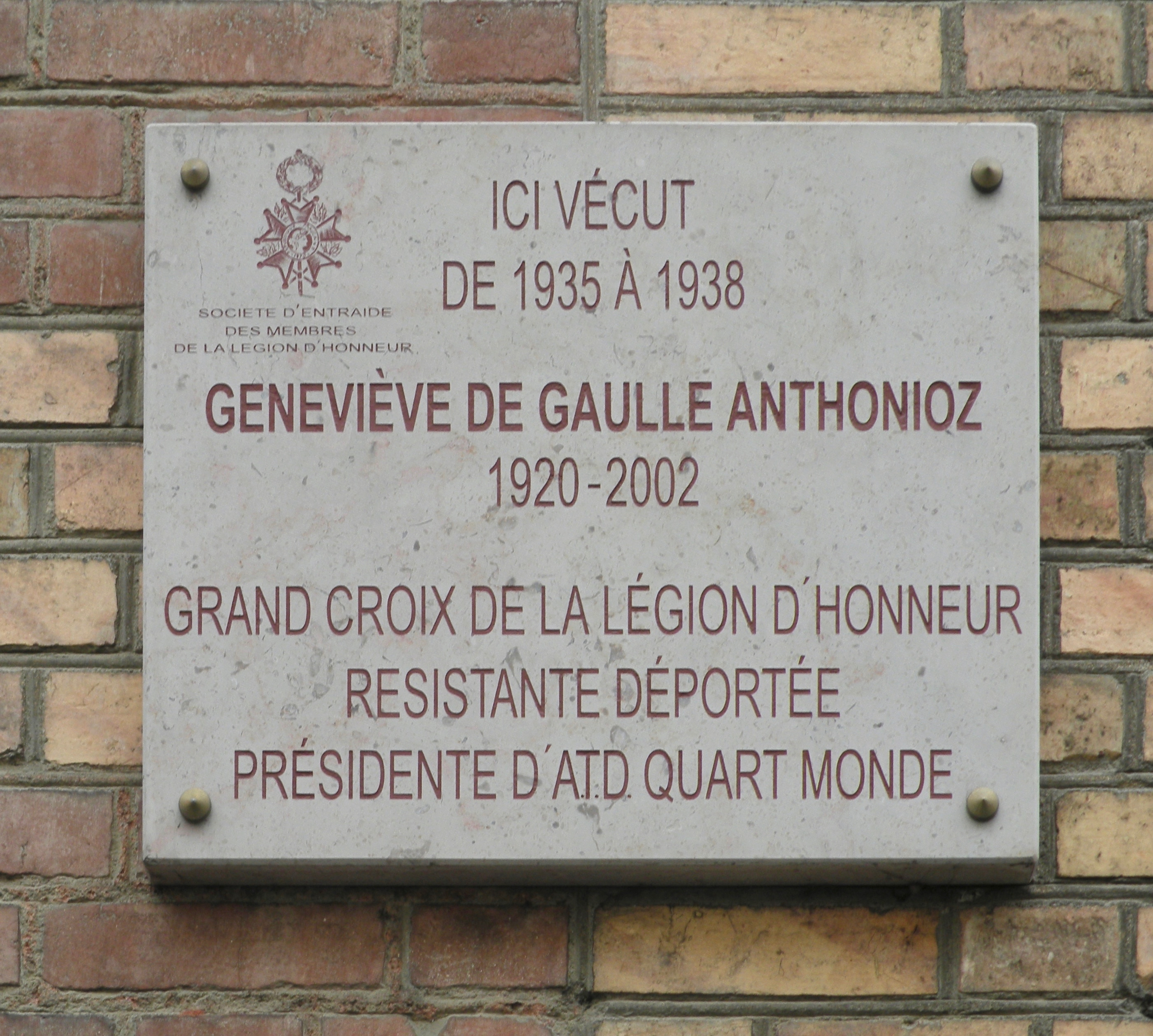
Imagen de una placa instalada en la casa que habitó Geneviève de Gaulle entre 1935 y 1938.

## Panteón de París
En febrero de 2015 el presidente François Hollande annonció el traslado de cuatro resistentes al Panteón de París, al cual ingresó el 27 de mayo de 2015. Sin embargo, su familia se niega a que ella se separe de su marido, por lo que su cuerpo se mantiene el cementerio de su localidad natal.

## Autobiografía
En 1998, cincuenta años después de su liberación decidió contar esta experiencia en una autobiografía titulada La Traversée de la nuit, en español editada como La travesía de la noche donde el periodo de su vida en el campo de concentración de  Ravensbrück.

## Premios y reconocimientos
- Gran cruz de la Legión de Honor, primera francesa en recibir esta distinción.[2]
- Croix de guerre 1939-1945
- Médaille de la Résistance

## Homenajes
Numerosas escuelas, hospitales, calles y plazas son nombradas en su honor por todo Francia.